# 프랭크 베일리
프랭크 아서 베일리(영어: Frank Arthur Bailey, 1925년 11월 26일 ~ 2015년 12월 2일)은 영국의 가이아나 출신 소방관이자 사회복지사로, 영국 최초의 흑인 소방관 중 한 명인 것으로 널리 알려져 있다.

## 생애
영국령 기아나(현재의 가이아나)에서 태어난 프랭크 베일리는 처음에 미국 뉴욕으로 가는 독일의 무역선에 승선하여 일을 하였고, 이후에는 병원에서 의료 보조원이 되는 일을 찾았다. 당시 병원에서 인종 분리 정책에 반대하며 파업을 이끌었다.
1953년이 되었을 때 영국 런던으로 건너가 소방공무원을 하려고 하였고, 그곳에서 흑인은 충분히 교육을 받거나 강인하지 못해 소방공무원에 취업하지 못했다고 말한 영국 소방관 노조(Fire Brigades Union, FBU)의 대표자를 우연히 만났다. 1955년에 프랭크 베일리는 받아들였지만, 또한 소방관 내 복무 중에서 일어나는 인종차별로 인해 지속해서 승진을 거부당하다가 10년 후가 지나서야 영국 최초의 흑인 소방관 중 한 명이 되었다. 그 후 프랭크 베일리는 사회복지사, 후견인, 법률 고문 등의 일을 하다 1990년에 은퇴하였다.

## 수상
2020년 11월 26일 영국 구글에서는 프랭크 베일리가 태어난지 95년째 되는 해를 축하하기 위해 두들을 제작하였다.